# Gaëtan Vidiani
Gaëtan Vidiani, né le 31 mai 1909, à Nantes, en Loire-Atlantique, et mort le 25 juillet 1943, au KL-Natzweiler, en Allemagne (Alsace annexée au IIIe Reich), est un lieutenant français, héros de la première résistance intérieure, celle des Forces françaises combattantes, premier chef départemental de l'Armée secrète Loire.

## Biographie
Né à Nantes, où son père dirige un hôtel , Gaëtan Vidiani fait ses études en Vendée, aux Sables-d'Olonne, puis à La Rochelle, chez les Marianistes. 
D'abord en classe préparatoire aux grandes écoles à Paris (Math. sup.), il poursuit ses études, en 1928-1929, à l'École Sainte-Geneviève, à Versailles (Math. spé.). Mais la mort de son père l'empêche de poursuivre cette coûteuse préparation .
En avril 1931, après son service militaire, il s'engage dans l'armée.
Le 1er octobre 1935, il entre à l'École d'application d'artillerie de Fontainebleau, en tant qu'élève officier d'active ; il en sort sous-lieutenant . 
Le 1er octobre 1936, affecté à Lyon (14e Région militaire), il sert au 54e régiment d'artillerie, au quartier de la Vitriolerie.
En février 1938, après son mariage avec un professeur du lycée Jeanne-d'Arc, à Nancy, il fait une demande pour obtenir un poste en Côte-d'Or, à Dijon .
Dès février, il est détaché en Isère, au camp de Chambaran, où, pendant sept mois, il commande le détachement permanent du camp.
Le 1er octobre 1938, il est promu lieutenant. Peu après, il obtient sa mutation pour le 405e RA/DCA, à Dijon, une antenne de ce régiment étant basée en Côte-d'Or.
Pendant l'été 1939, en Saône-et-Loire, à Torcy, et jusqu'à la déclaration de guerre, il exerce un commandement dans la DCA pour la protection des usines du Creusot (usines Schneider).

## Résistance
En août 1940, le lieutenant Vidiani est dirigé vers le secteur de défense aérienne Sud . À Nîmes, au 39/405 e RAA, lorsque la Commission de contrôle allemande s'annonce pour vérifier le matériel, il est du nombre des officiers qui participent à l'organisation du Camouflage du matériel et de l'armement (CDM).
Le 8 mai 1941, il est dirigé sur le Centre d'organisation de l'artillerie (COA) de Clermont-Ferrand, pour entrer dans des batteries de nouvelle constitution.
À partir de septembre 1941, à Limoges, au 39/405 e RAA, il poursuit une action clandestine en tant qu'agent d'un réseau de renseignement militaire. 
En juillet 1942, il est nommé  à Saint-Étienne, au 89/404 e RAA (groupement de DAT 23) .
En septembre 1942, à Lyon, dans le cadre de la lutte clandestine, l'Armée secrète s'organise. En effet, le vendredi 28 août 1942, à Lyon, a eu lieu la première rencontre entre Jean Moulin et le général Delestraint. Moulin a fait mettre immédiatement à la disposition de Delestraint les trois responsables des formations paramilitaires des grands mouvements (Billon pour Combat, Aubrac pour Libération, Lévy pour Franc-Tireur).
À la tête de la Région R1, le capitaine Claudius Billon, ayant été nommé chef régional de l'Armée secrète par le général Delestraint , choisit et désigne les chefs départementaux AS, aux responsabilités évidemment secrètes (R1 comprend alors onze départements, Haute-Loire et Jura compris).
Contacté pour la charge clandestine de l'AS Loire par le capitaine Billon, le lieutenant Vidiani accepte. Après confirmation de sa nomination par Claudius Billon, chaque chef départemental AS reçoit ensuite secrètement l'investiture du général Delestraint .
Le 2 octobre 1942, G. Vidiani rejoint son poste à Saint-Étienne. Par l'intermédiaire du capitaine Billon et des directions régionales des principaux mouvements, les contacts secrets nécessaires sont pris pour qu'il puisse assumer, dans les faits, le commandement de l'AS Loire . 
En dehors des heures de travail, des concertations secrètes réunissent le chef de l'AS Loire avec les cadres départementaux des grands mouvements, Denis Paret (pour Combat), Gaston Quitaud (pour Franc-Tireur), ainsi qu'avec deux membres du Comité directeur de 93, et deux ou trois autres résistants, connus du petit cercle de clandestins, dont le responsable militaire de l´AS de Combat. Divers entretiens et réunions clandestines de préparation et d'organisation ont lieu, dans des endroits tenus secrets.
Le mercredi 3 février 1943, à Saint-Étienne, une nouvelle réunion d'état-major est prévue par le lieutenant Vidiani, chef de l'AS Loire. Elle doit se tenir dans le centre, chez l'un des résistants convoqués, mais, ce dernier se sentant suivi, l'adresse en est changée, à sa demande, très peu de temps auparavant. La veille, l'Armée allemande a été anéantie à Stalingrad .
Finalement, cette nouvelle réunion secrète va se tenir loin du centre ville, au 31, rue Basse-des-Rives, dans l'appartement de Denis Paret, responsable départemental de Combat, avec d'autres résistants convoqués, tels Gaston Quitaud, responsable départemental de Franc-Tireur, et deux membres du Comité directeur de 93, Antoine Rambeaud et Roger Laporte - ce dernier étant également chef de l'Armée secrète, mais pour le secteur de Saint-Étienne, uniquement . 
Ce même soir, au 56, rue Désiré-Claude (siège du temple de la franc-maçonnerie stéphanoise), six cent cinquante personnes se pressent à la conférence de Georges Claude , pour l'inauguration du nouveau local du groupe « Collaboration ».

## Arrestation et déportation
Au cours de cette réunion d'état-major, l´arrestation du lieutenant Vidiani et de ses compagnons est opérée par Hugo Geissler, Kommandeur  de la Sicherheitspolizei et du SD à Vichy, Jany Batissier (alias capitaine Schmitt) et un groupe d'agents du SD de Vichy - tous exceptionnellement présents en Région R1 .
En effet, en Région R1, « au début de février 1943 », le Kommandeur Geissler est venu faire une incursion exceptionnelle sur le territoire de son homologue, le Kommandeur Rolf Müller . C'est pourquoi, trois mois plus tard, l'arrestation de Vidiani et de ses compagnons figure dans le premier rapport Kaltenbrunner (du 27 mai 1943), rapport dont l'unique objet est l'Armée secrète en France et qui est adressé à von Ribbentrop, ministre des Affaires étrangères .
D'abord emmené à la caserne Ruillière, pour interrogatoire, puis enfermé à la caserne Grouchy, dans un local servant de prison, le vendredi 5 février 1943, G. Vidiani est transféré à Lyon afin d'être interné à la prison Montluc, prison militaire allemande, depuis peu sous l'égide de la Gestapo, passage temporaire, dans l'attente d'une prise de décision ; pendant deux mois, il connaît les conditions de vie redoutables de cette prison régionale (zone Sud) .
Le 5 avril, transféré dans le Val-de-Marne, il est incarcéré à la maison d'arrêt de Fresnes, véritable forteresse, prison de la Wehrmacht, où sa détention, avec mise au secret, dure trois mois.
Le 11 juillet 1943, après nouveau transfert à Paris, il fait partie d'un transport de 56 résistants, enchaînés par deux. Partant de la gare de l'Est, ils sont envoyés en direction de Strasbourg, en territoire allemand - l'Alsace ayant été annexée de fait au IIIe Reich.
Au matin du lundi 12 juillet, c'est l'arrivée en gare de Rothau , sous les coups et les hurlements des SS, les morsures des chiens ; puis, à travers la forêt, c'est la montée en camion jusqu'au camp de concentration que les nazis ont construit sur le site du Struthof (nom du lieu-dit).
Gaëtan Vidiani fait partie des premiers déportés « Nacht und Nebel » (« Nuit et brouillard ») français au KL-Natzweiler .
Au KL-Natzweiler, SS et Kapos font régner la terreur. Pour « encadrer » les résistants déportés, les SS prennent le soin de recruter les Kapos parmi les détenus de droit commun les plus violents (comme cela a déjà été expérimenté au KL-Dachau, plus ancien). Pour les déportés NN, le travail est obligatoire, mais uniquement à l'intérieur du camp.

## Décoration
- Médaille de la Résistance française, à titre posthume (2007)[20]